# Philodendron pinnatilobum
Philodendron pinnatilobum är en kallaväxtart som beskrevs av Adolf Engler. Philodendron pinnatilobum ingår i släktet Philodendron och familjen kallaväxter. Inga underarter finns listade.